# 63
63 (шестдесет и трета) година е обикновена година, започваща в събота по юлианския календар.

## Събития

### В Римската империя
- Десета година от принципата на Нерон Клавдий Цезар Август Германик (54 – 68 г.)
- Консули на Римската империя са Гай Мемий Регул и Луций Вергиний Руф.
- Ражда се Клавдия, дъщеря на императора, което става повод тя и нейната майка Попея Сабина да бъдат удостоени с титлата Августа. Само след четири месеца бебето умира, след което е обожествено.[1]
- Гней Домиций Корбулон е отново натоварен с командването на война срещу Партия, а Гай Цестий Гал е назначен за управител на Сирия.[2]

#### В Армения
- Корбулон навлиза в Армения с голяма войска и подчинява много местни управители, но партите и Тиридат отказват да дадат решително сражение. Двете страни скоро започват преговори, по времето на които Тиридат поставя короната си в краката на статуя на Нерон, но обещава да я получи обратно единствено от ръцете на императора и да стане васал на Рим.[2]

## Родени
- 21 август – Клавдия Августа, дъщеря на император Нерон